# Championnats du monde junior de ski nordique 2017
Navigation
Édition précédente Édition suivante
Les championnats du monde junior de ski nordique 2017 se déroulent du 30 janvier 2017 au 5 février 2017 à Park City aux États-Unis, sous l'égide de la fédération internationale de ski. L’événement comprend les championnats du monde junior de ski de fond, de saut à ski et de combiné nordique. Les athlètes doivent être âgés de moins de vingt ans. Parallèlement, des championnats du monde de ski de fond des moins de 23 ans se tiennent avec six épreuves au programme.
La compétition a lieu sur les sites olympiques des Jeux olympiques d'hiver de 2002. C'est la première fois depuis 1986 que les États-Unis organisent cette compétition.
Au classement des médailles, la Russie domine à la fois le classement des les championnats du monde junior et des championnats du monde de ski de fond des moins de 23 ans.
En ski de fond, plusieurs athlètes dont Vladislav Vechkanov, Alexander Bolshunov ou Anna Dyvik ont remporté deux titres lors de ces compétitions. En saut à ski, Nika Kriznar et Ema Klinec ont remporté une médaille dans les trois concours qu'elles ont disputés.

## Organisation

### Candidature et comité d'organisation
La United States Ski and Snowboard Association (en), la Utah Olympic Legacy Foundation et Soldier Hollow Legacy Foundation décident en 2014 de postuler l'organisation de ces compétitions,. Seul candidat, la FIS leur confie l'organisation en juin 2015. Il s'agit du premier grand événement de sports d'hiver organisé aux États-Unis depuis les Jeux olympiques d'hiver de 2002 qui ont lieu sur les mêmes lieux de compétition.
Le directeur de comité d'organisation est Bill Stenquist,. Il était le président de la Soldier Hollow Legacy Foundation jusqu'à sa fusion en 2016 avec la Utah Olympic Legacy Foundation. Le comité d'organisation est composé des délégués techniques des disciplines (ski de fond, saut à ski et combiné nordique),. Il compte également dans ses rangs Robert Lazzaroni qui a participé aux championnats du monde juniors en 1986 à Lake Placid et qui a été champion de France de combiné nordique en 1983. Les ambassadeurs de la compétition sont la fondeuse Kikkan Randall et le spécialiste de combiné nordique Bill Demong.
La National Nordic Foundation met en place un streaming payant pour l'intégralité de la compétition. Il s'agit d'une première dans l'histoire de cette compétition.

### Lieux
La compétition a lieu sur les sites olympiques des Jeux olympiques d'hiver de 2002. Le saut à ski se déroule à l'Utah Olympic Park Jumps situé dans le Utah Olympic Park (en). Le complexe est composé de cinq tremplins (HS 134, HS 100, HS 68, HS 42 et HS 15) qui ont été construits dans l'optique des Jeux olympiques d'hiver de 2002. Les tremplins ont été inaugurés en 1994 et rénovés en 2000.
Les épreuves de ski de fond se déroulent à Soldier Hollow. La station a été construite dans l'optique des jeux olympiques,. Elle couvre une superficie de 134 acres (54 hectares). La station a été construite en 1999 et elle a été utilisée pour la première fois lors des championnats des États-Unis de ski de fond.

### Programme et calendrier
C'est la première fois depuis l'édition de 1986 à Lake Placid que les États-Unis organisent cette compétition. À l'époque, il n'y avait que des épreuves de combiné nordique et de saut à ski au programme. Le ski de fond a été rajouté au programme des championnats du monde juniors en 1991. Depuis leur création en 2006, les championnats du monde des moins de 23 ans (U 23) ne comprennent que des épreuves de skis de fond et se tiennent en même temps que les championnats du monde juniors.
Le calendrier des épreuves est le suivant, :
| Janvier Février 2017      | Janvier Février 2017 | Janvier Février 2017 | Janvier Février 2017 | Janvier Février 2017 | Janvier Février 2017 | Janvier Février 2017 | Janvier Février 2017 | Janvier Février 2017 | Janvier Février 2017 |
| Ski de fond               | 29                   | 30                   | 31                   | 1                    | 2                    | 3                    | 4                    | 5                    |                      |
| ------------------------- | -------------------- | -------------------- | -------------------- | -------------------- | -------------------- | -------------------- | -------------------- | -------------------- | -------------------- |
| sprint (M/F)              |                      |                      |                      |                      |                      |                      |                      |                      |                      |
| 5 km (F)                  |                      |                      |                      |                      |                      |                      |                      |                      |                      |
| 10 km (M)                 |                      |                      |                      |                      |                      |                      |                      |                      |                      |
| skiathlon (M/F)           |                      |                      |                      |                      |                      |                      |                      |                      |                      |
| relais 4×3,3 km (F)       |                      |                      |                      |                      |                      |                      |                      |                      |                      |
| relais 4×5 km (M)         |                      |                      |                      |                      |                      |                      |                      |                      |                      |
| Ski de fond U 23          | 29                   | 30                   | 31                   | 1                    | 2                    | 3                    | 4                    | 5                    |                      |
| sprint (M/F)              |                      |                      |                      |                      |                      |                      |                      |                      |                      |
| 10 km (F)                 |                      |                      |                      |                      |                      |                      |                      |                      |                      |
| 15 km (M)                 |                      |                      |                      |                      |                      |                      |                      |                      |                      |
| skiathlon (M/F)           |                      |                      |                      |                      |                      |                      |                      |                      |                      |
| Saut à ski                | 29                   | 30                   | 31                   | 1                    | 2                    | 3                    | 4                    | 5                    |                      |
| concours individuel (M/F) |                      |                      |                      |                      |                      |                      |                      |                      |                      |
| HS 100 équipe (M/F)       |                      |                      |                      |                      |                      |                      |                      |                      |                      |
| HS 100 mixte par équipe   |                      |                      |                      |                      |                      |                      |                      |                      |                      |
| Combiné nordique          | 29                   | 30                   | 31                   | 1                    | 2                    | 3                    | 4                    | 5                    |                      |
| HS 100/10 km (M)          |                      |                      |                      |                      |                      |                      |                      |                      |                      |
| HS 100/4×5 km relais (M)  |                      |                      |                      |                      |                      |                      |                      |                      |                      |
| HS 100/5 km (M)           |                      |                      |                      |                      |                      |                      |                      |                      |                      |

|  | Entraînements |  | Courses |

### Format des épreuves
En ski de fond, des épreuves de sprint et de distance sont au programme. D'une édition à l'autre, les épreuves sont alternativement disputées en style classique ou en style libre. Cette année, les sprints sont disputés en style classique. Dans un premier temps, les athlètes effectuent une qualification individuelle. Les 30 meilleurs temps se qualifient pour les quarts de finale. Cinq quarts de finale sont disputés et deux premiers de chaque course sont qualifiés ainsi que les deux meilleurs temps. De même, deux demi-finales de six athlètes sont disputées et les deux premiers de chaque course sont qualifiés ainsi que les deux meilleurs temps. Six athlètes disputent la finale et le meilleur l'emporte. Lors des épreuves de distance, les courses ont lieu en départ individuel sauf pour le skiathlon où il y a un départ en ligne. Les relais sont courus par quatre athlètes : les deux premiers skient en style classique et les deux derniers en style libre.
En saut à ski, cinq concours sont au programme : deux individuels et trois par équipes. Pour les concours individuels, tous les athlètes engagés réalisent un saut. Les 30 premiers au classement obtiennent le droit de sauter une seconde fois. L'athlète qui obtient le meilleur total de points l’emporte. Les points sont calculés en fonction de la distance et du style et éventuellement compenser par le vent ou la distance d'élan. Les épreuves par équipes se disputent par quatre. Seuls les huit meilleurs pays de la première manche peuvent participer à la seconde manche.
En combiné nordique, trois épreuves sont au programme : deux épreuves individuelles et une épreuve par équipes. Les athlètes effectuent dans un premier temps un saut sur le tremplin (ici HS 100). Les points obtenus dans l'épreuve sont comptabilisés de la même façon que pour le saut à ski (en fonction de la distance et du style). Les points sont convertis en secondes via la méthode Gundersen. Les concurrents commencent la course de ski de fond dans l'ordre et avec l'écart obtenu dans le concours de saut. Le premier arrivé remporte l'épreuve. La course par équipe se dispute par équipe de quatre de la même façon que les épreuves individuelles (un saut par athlète puis une course de ski de fond de 5 km).

## Athlètes

### Athlètes pouvant participer
Les fédérations nationales avaient jusqu'au 28 novembre 2016 pour décider du nombre d'athlètes qu'elles allaient engager dans les différentes épreuves et jusqu'au 28 janvier 2017 pour donner les noms des athlètes participants,. Les fédérations nationales ne peuvent
engager qu'un nombre limité d'athlètes,.
| Disciplines      | Nombre d'engagés possibles par pays | Nombre de participants possibles |
| ---------------- | ----------------------------------- | -------------------------------- |
| Ski de fond      | 8 hommes et 8 femmes                | 4 par course                     |
| Ski de fond U23  | 8 hommes et 8 femmes                | 4 par course                     |
| Saut à ski       | 5 hommes et 5 femmes                | 4 par course                     |
| Combiné nordique | 6 hommes                            | 4 par course                     |

De plus, les concurrents doivent avoir entre 16 et 20 ans (les participants doivent être nés entre 1997 et 2001). Pour les courses des moins de 23 ans en ski de fond, les participants doivent avoir entre 21 et 23 ans (les participants doivent être nés entre 1994 et 1996). En fonction du nombre d'athlètes engagés par nations, les nations doivent envoyer un nombre déterminé d'officiels.

### Participants et favoris
700 athlètes de 40 pays étaient espérés pour la compétition. Plusieurs nations souhaitant participer ont dû renoncer en raison des frais de transport. Finalement, les organisateurs visent environ 500 athlètes de 33 pays pour la compétition,. 300 officiels et 300 bénévoles sont également attendus.
En combiné nordique participe Vinzenz Geiger,, troisième d'une étape de la coupe du monde. Il est l'un des favoris. L'Allemagne est favorite de l'épreuve par équipe.
En ski de fond, chez les juniors, les Scandinaves et les Russes sont attendus sur les sprints. Antonia Fräbel est la favorite chez les femmes. Chez les fondeuses féminines des moins de 23 ans, Anna Dyvik est la favorite de toutes les courses. Dans les courses masculines de cette catégorie d'âge, les Norvégiens et les Russes sont les favoris sur le sprint et dans les courses de distance,,.
En saut à ski, Manuela Malsiner qui a réalisé deux semaines plus tôt réalisé son premier podium en coupe du monde est très attendue,. Les autres favorites sont Ema Klinec et Nika Križnar qui ont dominé les premiers entraînements. Pauline Heßler et Gianina Ernst sont également attendues,. Chez les hommes, les favoris sont Martin Hamann et Alex Insam qui ont dominé les premiers entraînements,. Žiga Jelar qui a dominé l'entraînement du 31 janvier est également cité,. Viktor Polášek et Markus Rupitsch (pl) sont également attendus. Le Norvégien Johannes Høsflot Klæbo, vainqueur de trois titres lors des mondiaux juniors 2016, qui avait initialement prévu de participer à la compétition, renonce afin de disputer les championnats de Norvège (no) où il espère se qualifier pour les championnats du monde de Lahti,.

## Récit de la compétition

### Lundi 30 janvier
Lors du sprint classique masculin, Petter Stakston domine les qualifications. Il devance le Finlandais Turo Sipila et Thomas Helland Larsen. La finale est dominée par l'Allemand Janosch Brugger qui avait réalisé le quatrième temps des qualifications puis terminé deuxième de son quart et il s'est qualifié au temps pour la finale,. Il a suivi puis dominé dans la dernière ligne droite les Norvégiens Petter Stakston et Thomas Helland Larsen. Petter Stakston était le favori de la finale car il avait réalisé le meilleur temps des qualifications et remporté son quart et sa demi-finale. Le Norvégien Thomas Helland Larsen termine quatrième, le Finlandais Verneri Suhonen cinquième et le Norvégien Jo Svinsås sixième. Peu avant cette victoire, Janosch Brugger avait terminé deuxième du skiathlon lors des championnats d'Allemagne chez les seniors,.
Chez les femmes, les qualifications sont dominées par l'Allemande Antonia Fräbel (de). La finale est remportée par la Russe Polina Nekrasova. Lors de ces quarts et demi-finales, elle avait remporté ces courses à chaque fois avec seulement 19 centièmes de secondes d'avance. Lors de la finale, elle rattrape puis double Antonia Fräbel. Finalement, elle s'impose avec plus de trois secondes d'avance sur l'Allemande. La Russe a remporté la médaille de bronze du Festival olympique d'hiver 2015 de la jeunesse européenne notamment derrière Antonia Fräbel ainsi que le titre junior des championnats du Russie en sprint. Coletta Rydzek, sœur de Johannes Rydzek, termine troisième. La Finlandaise Anita Korva a pris la quatrième place devant la Norvégienne Mathilde Myhrvold et la Suédoise Emma Ribom. La Française, Lena Quintin, qui visait une place en finale a été éliminé en quart de finale.
Lors de cette première journée, l'Allemagne a remporté trois des six médailles en jeu.

### Mardi 31 janvier

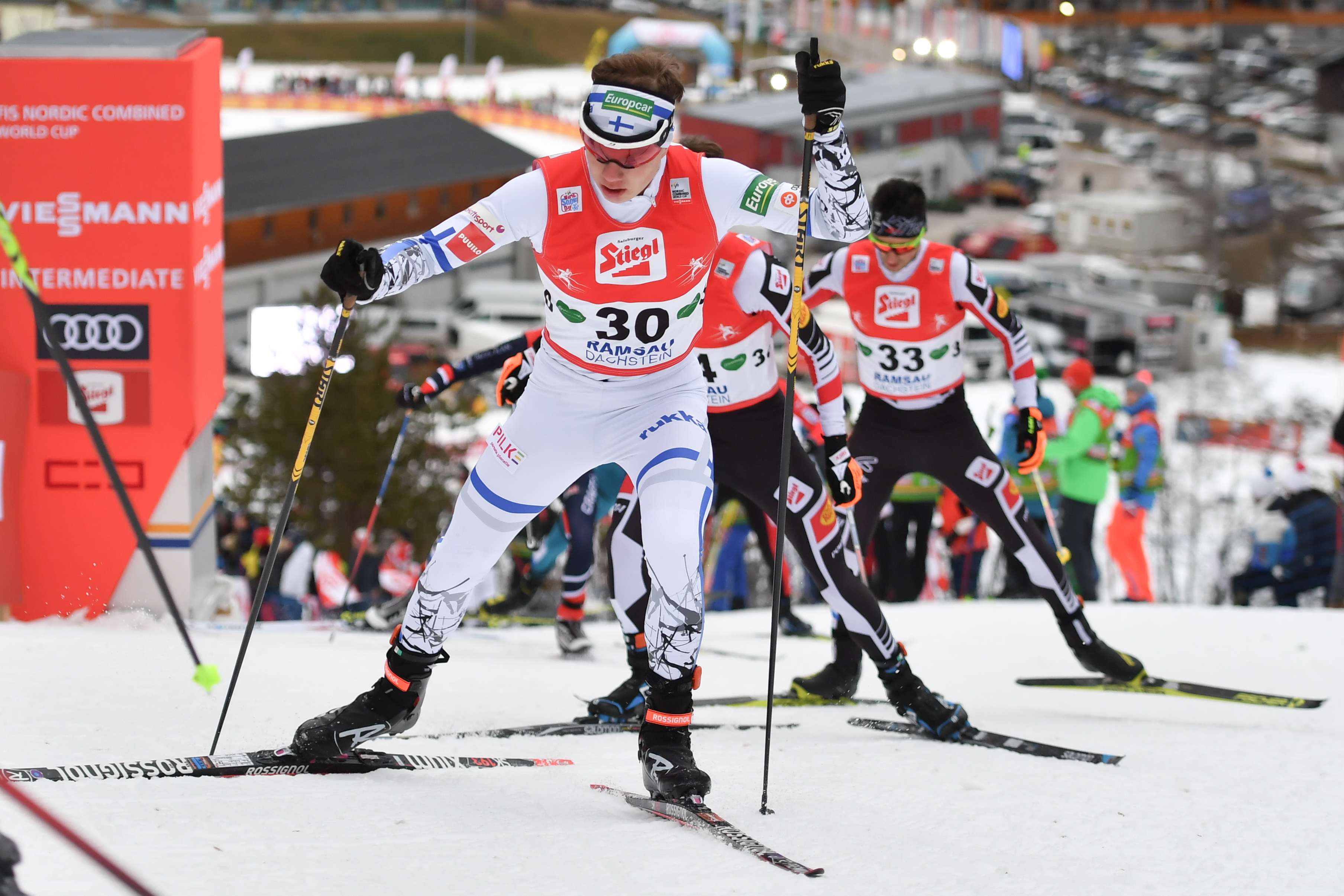
Arttu Mäkiaho

La première course de combiné nordique est dominée par le Finlandais Arttu Mäkiaho. Le Français, Laurent Muhlethaler domine le concours de saut grâce à un saut de 95,5 m. Il possède à l'issue du saut 2 s d'avance sur l'Allemand de 16 ans, Luis Lehnert, et 6 s sur le Slovène Matevz Malovrh. Le favori, Vinzenz Geiger est à 20 s. Lors de la course de fond, un groupe qui comprend notamment Arttu Mäkiaho, l'Autrichien Florian Dagn, Luis Lehnert, Ondrej Pazout et Vinzenz Geiger se forme en tête. Dans le deuxième tour, Vinzenz Geiger et Arttu Mäkiaho s'isole en tête. Dans le troisième tour, le Finlandais attaque et l'Allemand ne peut pas suivre. Mäkiaho ne sera pas rejoint et l'emporte avec 21,6 s d'avance sur l'Autrichien Mika Vermeulen qui était parti avec 1 min 28 s de retard. L'Allemand Martin Hahn termine troisième à 25,6 s,.
En ski de fond, chez les moins de 23 ans, les Scandinaves ont obtenu cinq des six médailles mises en jeu lors de cette journée. Chez les hommes, le Norvégien Fredrik Riseth l'emporte en finale après avoir signé le quatrième temps des qualifications. Fredrik Riseth avait auparavant remporté son quart et sa demi-finale. Lors de la finale, il domine toute la course et devance le Russe Alexander Bolshunov,. La troisième place est prise par le Norvégien Joachim Aurland qui disputait sa première course lors d'un championnat du monde. Chez les femmes, c'est la Suédoise Anna Dyvik qui l'emporte. Elle a dominé les qualifications puis elle s'était classée derrière sa compatriote Maja Dahlqvist lors des quarts et demi-finales. En finale, elle l'emporte devant la Norvégienne, Thea Kroka Murud, qui remporte sa première médaille internationale et Maja Dahlqvist.

### Mercredi1erfévrier

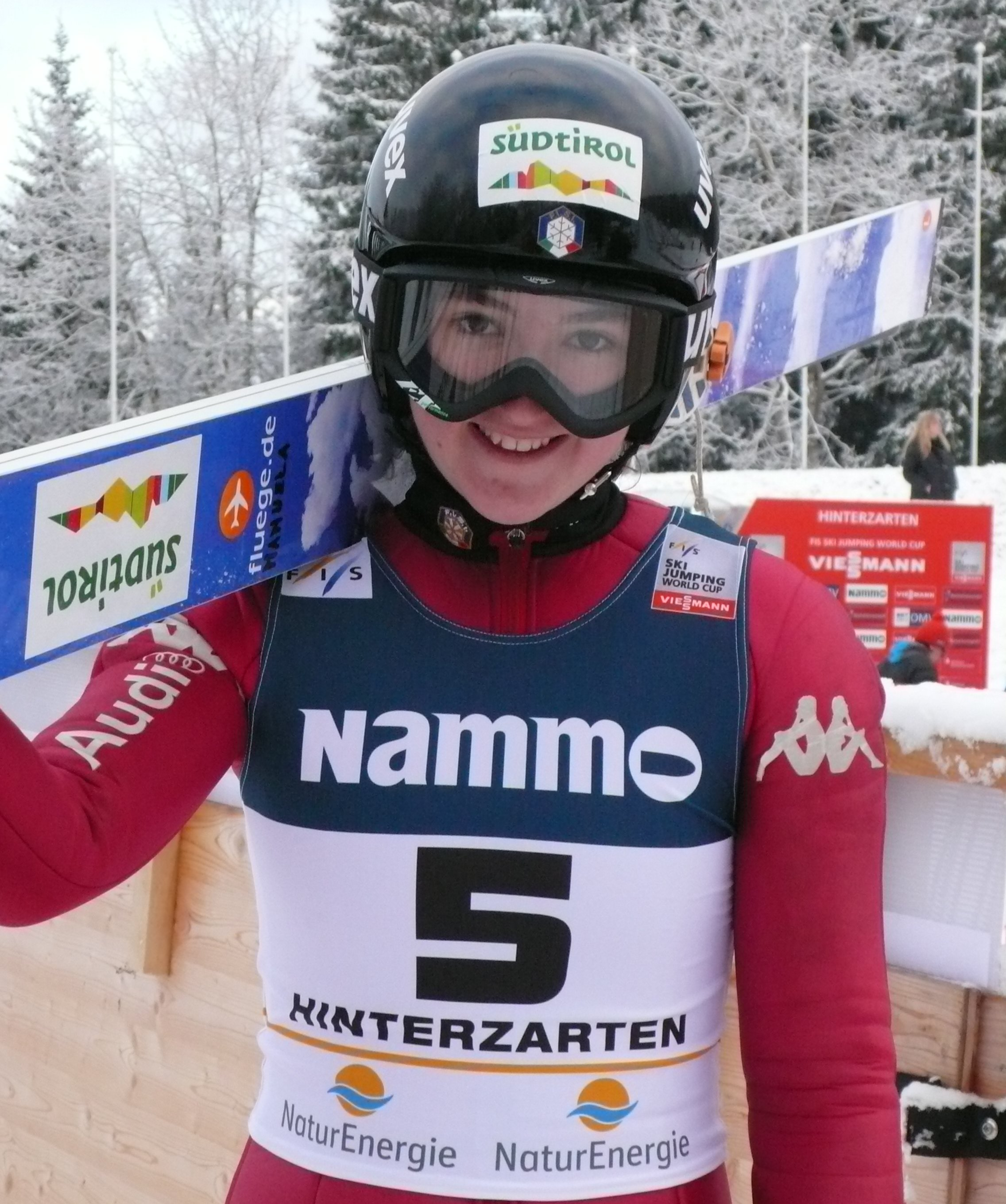
Manuela Malsiner.

Lors du 10 km en style libre, les fondeurs Russes ont dominé la course. En effet, ils se sont classés premier, deuxième, troisième et cinquième. Vladislav Vechkanov l'emporte devant Egor Kazarinov et Yaroslav Rybochkin. Seul le Norvégien, Harald Oestberg Amundsen, s'est intercalé en quatrième position. Chez les femmes, le 5 km en style libre est remportée par la favorite, la suédoise Ebba Andersson. L'année passée, elle avait remporté le 10 km en style libre. Elle devance la Norvégienne, Marte Mæhlum Johansen (pl) qui avait quant à elle remporté le 5 km en style classique l'année passée. La Russe, Mariya Istomina, complète le podium pour sa première course lors d'un championnat du monde juniors.
En saut à ski, Manuela Malsiner l'emporte chez les femmes. Viktor Polášek remporte la compétition chez les hommes. Manuela Malsiner a réalisé deux sauts à 93 m et 95,5 m pour l'emporter. Elle est suivie par deux Slovènes : Ema Klinec et Nika Križnar qui ne sont séparés que d'un dixième de points. Gianina Ernst se classe à 18,2 points du podium. Chez les hommes, le Tchèque, Viktor Polášek, qui a sauté à 97 m et à 96,5 m remporte sa première médaille aux championnats du monde juniors pour sa troisième participation. L'Italien Alex Insam se classe deuxième avec 260,6 points grâce à des sauts à 97 m et 95 m. Il devance de deux dixièmes de points l'Allemand Constantin Schmid qui participe à ses premiers championnats du monde juniors. Quatrième après la première manche, il a réalisé un saut à 96,5 m pour monter sur le podium. Le Slovène, Bor Pavlovčič, descend à la quatrième place. Viktor Polášek est le quatrième Tchèque a remporté ce titre. Avant lui, Pavel Fízek (pl) l'avait emporté en 1977, Martin Švagerko en 1984 et Roman Koudelka en 2007. La République tchèque compte également un titre par équipe en 1991.

### Jeudi 2 février
Sur le 15 km en style libre des moins de 23 ans, les Russes réalisent un second triplé après celui réalisé sur le 10 km des juniors. Alexander Bolshunov l'emporte après avoir terminé deuxième du sprint classique deux jours plus tôt. Il a tout juste 20 ans et est le plus jeune des engagés de la course. Il l'emporte avec 21 s d'avance sur Alexey Chervotkin et 28 s sur Denis Spitsov. Alexey Chervotkin, parti avec le dernier dossard, termine deuxième et il relègue l'Andorran Irineu Esteve Altimiras en quatrième position. Anna Dyvik remporte son deuxième titre lors du 10 km,. Elle devance les Norvégiennes Tiril Udnes Weng, Lovise Heimdal (no) et Lotta Udnes Weng de 16,8 s, de 23 s et 23,1 s. À la mi-course, la Norvégienne Lotta Udnes Weng menait pourtant de près de 14 s avant de s'incliner devant la Suédoise.
Lors du relais en combiné nordique, le Japon domine le concours de saut. L'équipe japonaise devance de 11 s l'Allemagne qui compte notamment dans ses rangs, Vinzenz Geiger. Maximilian Pfordte a chuté à la réception de son saut et se blesse au genou. La France qui espère une médaille est troisième à 22 s. L'Autriche et la République tchèque sont une seconde derrière l'équipe de France. Maximilian Pfordte, blessé, est le premier relayeur allemand et perd beaucoup de temps. Trois pays se retrouvent rapidement en tête : la France, l'Autriche et la République tchèque. Dans le deuxième tour, cette dernière équipe est lâché. La France et l'Autriche lutte pour le titre et Mika Vermeulen permet à l'Autriche de l'emporter devant la France et la République tchèque.

### Vendredi 3 février

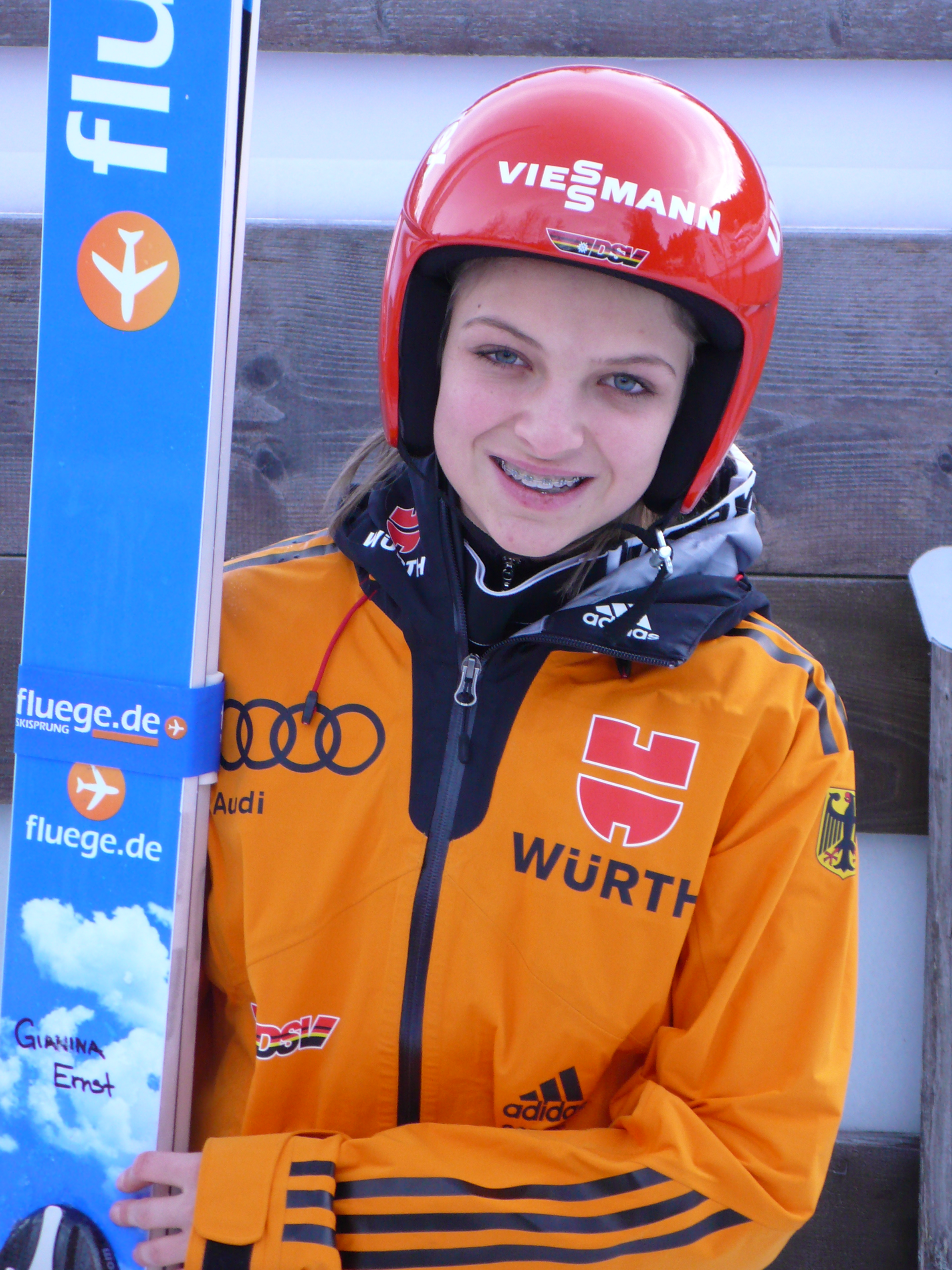
Gianina Ernst remporte le concours par équipe avec l'Allemagne.

Dans le 20 km skiathlon, le Russe Vladislav Vechkanov l'emporte devant les Norvégiens Thomas Helland Larsen et Harald Østberg Amundsen. Vladislav Vechkanov remporte sa deuxième médaille après celle remporté sur le 10 km libre. Sous l'impulsion du Russe, Egor Kazarinov, un groupe de quatre athlètes se forme en tête. Le Russe passe en tête lors du changement de ski juste devant Vechkanov et Amundsen. Dans la partie en style libre, un groupe de deux athlètes reviennent et porte à six le nombre d'athlète en tête. Le groupe est composé des Russes Egor Kazarinov et Vladislav Vechkanov, des Norvégiens Thomas Helland Larsen et Harald Østberg Amundsen, de l'Italien Simone Dapra et du Français Hugo Lapalus. En fin de course, Vladislav Vechkanov fait la différence et l'emporte devant les deux Norvégiens. Chez les femmes, la Norvégienne Marte Mæhlum Johansen (pl) devance la Suédoise Ebba Andersson et l'Américaine Katharine Ogden (de). Dès le début de la partie en style classique, un groupe de cinq athlètes se détachent. Le groupe est composé de la Norvégienne Marte Maehlum Johansen, l'Italienne Anna Comarella, l'Américaine Katharine Ogden, l'Allemande Antonia Frabel et la Suédoise Ebba Andersson. L'Américaine et l'Italienne sont lâchés un peu avant la fin de la partie en style classique et il ne reste qu'un trio en tête. Dans la partie en style libre, l'Américaine revient sur le groupe de tête alors que l'Italienne Anna Comarella se fait lâcher. La Norvégienne Marte Mæhlum Johansen l'emporte devant Ebba Andersson et Katharine Ogden. Il s'agit de la première médaille américaine lors d'une course individuelle aux championnats du monde juniors.
En saut à ski, l'Allemagne a remporté le concours par équipe chez les femmes et la Slovénie celui des hommes,. Chez les femmes, Agnes Reisch a réalisé le plus long saut du concours (95 m). Finalement, l'Allemagne devance la Slovénie de plus de 40 points. Les Slovènes Nika Križnar et Ema Klinec marquent la majorité des points de leur pays et permettent à la Slovénie de terminer deuxième. L'Autriche est troisième à plus de 50 points. La Norvège et le Japon terminent respectivement quatrième et cinquième,. Chez les hommes, les trois mêmes pays terminent sur le podium. La bataille a été serrée jusqu'au bout mais l'Allemagne s'incline de 3,3 points face à la Slovénie. Derrière, l'Autriche est à près de 50 points de l'Allemagne mais elle domine le Japon pour la troisième place. Le champion du monde individuel, le Tchèque, Viktor Polášek a réalisé les plus longs sauts du concours avec des sauts à 96 m et 93,5 m. Une des équipes favorites, la Norvège a été éliminée dès la première manche en raison de la disqualification de Jesper Ødegaard pour une combinaison non conforme,.

### Samedi 4 février

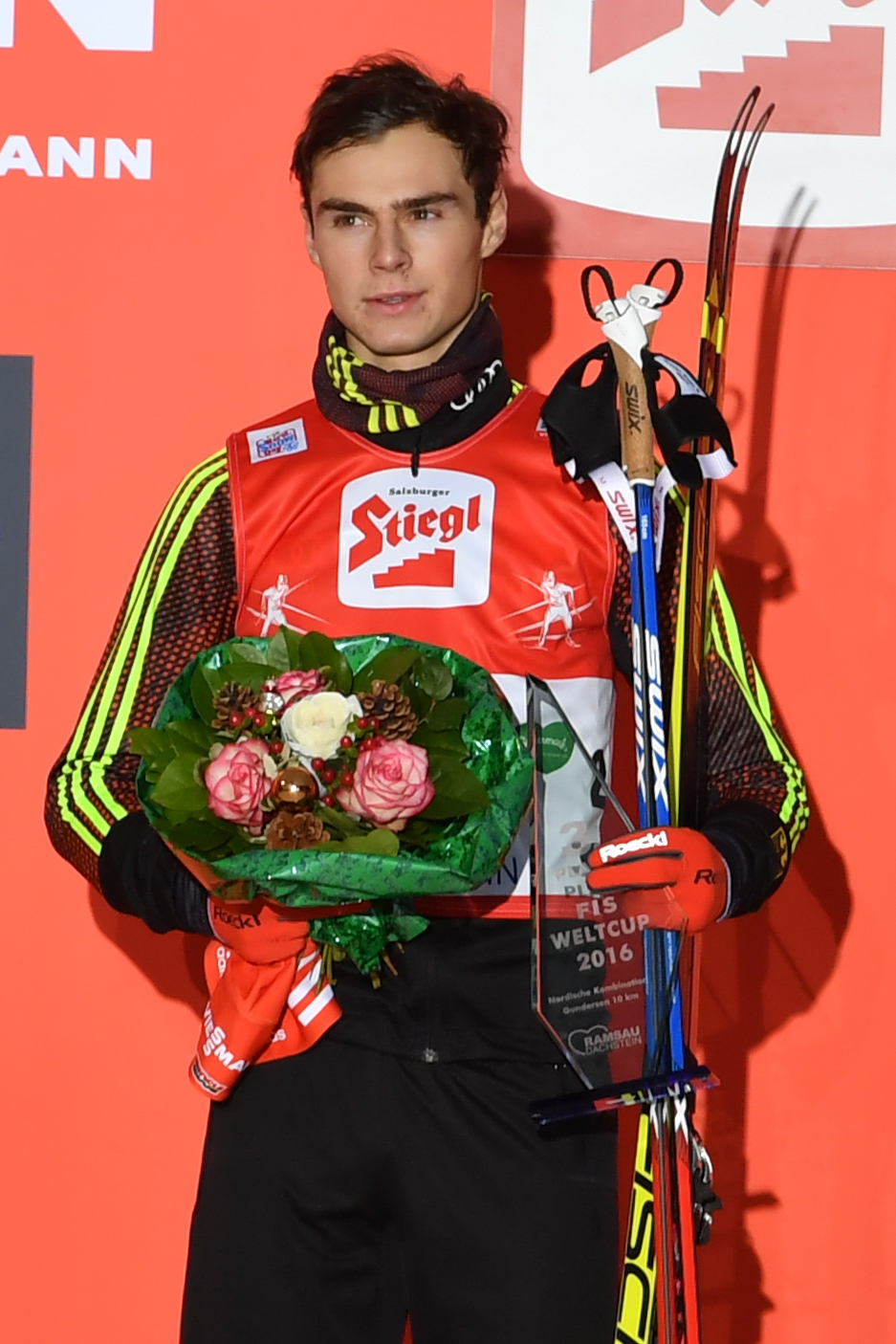
Vinzenz Geiger.

Sur le Gundersen 5 km, le favori Vinzenz Geiger l'emporte. En effet, il a dominé le concours de saut, disputé dans des conditions climatiques compliqués, grâce à un saut de 92 m. Il devance le Japonais, Yuto Nakamura, qui a également sauté à 92 m de 1,1 points. L'Autrichien, Christian Deuschl, est troisième grâce à un saut de 93 m. Converti en secondes, l'Autrichien est à 12 s de l'Allemand. Lors de la course de fond, Vinzenz Geiger fait course en tête et l'emporte. Parti neuvième, Arttu Mäkiaho remonte jusqu'à la deuxième place. Il devance au sprint le Français, Laurent Muhlethaler.
En ski de fond, Lotta Udnes Weng et Alexander Bolshunov remportent les skiathlons chez les moins de 23 ans. Anna Dyvik qui a remporté le sprint classique et le 10 km en style libre est forfait. Dans la course féminine, la Finlandaise Johanna Matintalo et la Norvégienne Tiril Udnes Weng s'échappent dans la partie en style classique. Au changement de skis, la Finlandaise dispose de 3 s d'avance sur la Norvégienne. Lors de la partie en style libre, la Russe Yana Kirpichenko et Lotta Udnes Weng. Lotta Udnes Weng place une attaque en fin de course et l'emporte devant la Finlandaise et la Russe. Chez les hommes, les Russes ont à nouveau dominé la course. Les trois Russes Alexander Bolshunov, Aleksey Chervotkin et Denis Spitsov ont fait la course ensemble. Ils ont essayé de franchir la ligne en même temps mais le jury les a départagé à la photo-finish. Alexander Bolshunov l'emporte devant Aleksey Chervotkin et Denis Spitsov.

### Dimanche 5 février
Lors des relais en ski de fond, la Norvège et la Russie l'emporte. Chez les femmes, le premier relais est dominé par l'Allemande Antonia Froebel qui mène de 17 s après son relais. Dans le second relais, la Russie et l'Italie rattrapent l'Allemagne puis la doublent. Dans la seconde partie de la course (en style libre), l'Italie et la Russie se battent pour l'or et les États-Unis, la Suède et la France se battent pour le bronze. La Russie domine l'Italie et remporte le titre. Derrière, les États-Unis terminent troisième à 5,3 s de l'Italie. La France termine quatrième devant la Suède et l'Allemagne. Deux jours après la médaille de bronze de Katharine Ogden (de), l'équipe américaine obtient sa première médaille dans un relais féminin aux championnats du monde juniors. Chez les hommes, l'Allemagne et la France terminent le premier relais avec 10 s d'avance sur la Russie et la Norvège. Dans le second relais, la Russie et la Norvège reviennent en tête et se détachent. Le Norvégien, Thomas Helland Larsen domine au sprint le Russe Vladislav Vechkanov. La France termine troisième devant l'Allemagne.
En saut à ski, la Slovénie remporte l'épreuve mixte. Elle devance de plus de 35 points l'Allemagne. Nika Kriznar et Ema Klinec ont remporté une médaille dans les trois concours qu'elles ont disputés. La lutte pour la troisième place a été serré entre le Japon, l'Italie et la Norvège. Finalement, le Japon monte sur le podium grâce à près de 8 points d'avance sur les Norvégiens. Les Italiens terminent à un dixième de points des Norvégiens.

## Podiums

### Championnats du monde junior

#### Ski de fond

##### Hommes
| Épreuves           | Or | Argent                                                                                | Bronze                                                                   |
| ------------------ | --- | ------------------------------------------------------------------------------------- | ------------------------------------------------------------------------ |
| Sprint - Classique | Janosch Brugger                                                                                             | Petter Stakston                                                                       | Herman Martens Meyer (no)                                                |
| 10 km - Libre      | Vladislav Vechkanov                                                                                         | Egor Kazarinov                                                                        | Yaroslav Rybochkin                                                       |
| 20 km - Skiathlon  | Vladislav Vechkanov                                                                                         | Thomas Helland Larsen                                                                 | Harald Østberg Amundsen                                                  |
| Relais 4 × 5 km    | Norvège - Herman Martens Meyer (no) - Jon Rolf Skamo Hope - Harald Østberg Amundsen - Thomas Helland Larsen | Russie - Egor Kazarinov - Kirill Kilivnyuk - Yaroslav Rybochkin - Vladislav Vechkanov | France - Martin Collet - Camille Laude - Hugo Lapalus - Arnaud Chautemps |

##### Femmes
| Épreuves           | Or                                                                             | Argent                                                                          | Bronze                                                                            |
| ------------------ | ------------------------------------------------------------------------------ | ------------------------------------------------------------------------------- | --------------------------------------------------------------------------------- |
| Sprint - Classique | Polina Nekrasova                                                               | Antonia Fräbel                                                                  | Coletta Rydzek                                                                    |
| 5 km - Libre       | Ebba Andersson                                                                 | Marte Mæhlum Johansen (pl)                                                      | Mariya Istomina                                                                   |
| 10 km - Skiathlon  | Marte Mæhlum Johansen (pl)                                                     | Ebba Andersson                                                                  | Katharine Ogden (de)                                                              |
| Relais 4 × 3,3 km  | Russie- Polina Nekrasova - Lidia Durkina - Anna Zherebyateva - Marija Istomina | Italie - Martina Bellini - Anna Comarella - Francesca Franchi - Cristina Pittin | États-Unis- Hailey Swirbul - Julia Kern - Hannah Halvorsen - Katharine Ogden (de) |

#### Saut à ski

##### Hommes
| Épreuves    | Or                                                                       | Argent                                                                               | Bronze                                                                              |
| ----------- | ------------------------------------------------------------------------ | ------------------------------------------------------------------------------------ | ----------------------------------------------------------------------------------- |
| Individuel  | Viktor Polášek                                                           | Alex Insam                                                                           | Constantin Schmid                                                                   |
| Par équipes | Slovénie - Žiga Jelar - Tilen Bartol - Aljaž Osterc (de) - Bor Pavlovčič | Allemagne - Martin Hamann - Tim Fuchs (pl) - Felix Hoffmann (pl) - Constantin Schmid | Autriche - Markus Rupitsch - Mika Schwann - Clemens Leitner - Janni Reisenauer (pl) |

##### Femmes
| Épreuves    | Or                                                                        | Argent                                                             | Bronze                                                                      |
| ----------- | ------------------------------------------------------------------------- | ------------------------------------------------------------------ | --------------------------------------------------------------------------- |
| Individuel  | Manuela Malsiner                                                          | Ema Klinec                                                         | Nika Križnar                                                                |
| Par équipes | Allemagne - Agnes Reisch - Luisa Görlich - Pauline Heßler - Gianina Ernst | Slovénie - Jerneja Brecl - Katra Komar - Nika Križnar - Ema Klinec | Autriche - Claudia Purker - Sophie Mair - Elisabeth Raudaschl - Julia Huber |

##### Mixte
| Épreuves    | Or                                                               | Argent                                                                      | Bronze                                                                         |
| ----------- | ---------------------------------------------------------------- | --------------------------------------------------------------------------- | ------------------------------------------------------------------------------ |
| Par équipes | Slovénie - Nika Križnar - Tilen Bartol - Ema Klinec - Žiga Jelar | Allemagne- Agnes Reisch - Martin Hamann - Gianina Ernst - Constantin Schmid | Japon- Minami Watanabe - Masamitsu Itō (de) - Fumika Segawa - Yūken Iwasa (de) |

#### Combiné nordique
| Épreuves             | Or                                                                                       | Argent                                                                      | Bronze                                                             |
| -------------------- | ---------------------------------------------------------------------------------------- | --------------------------------------------------------------------------- | ------------------------------------------------------------------ |
| Gundersen 10 km      | Arttu Mäkiaho                                                                            | Mika Vermeulen                                                              | Martin Hahn                                                        |
| Gundersen 5 km       | Vinzenz Geiger                                                                           | Arttu Mäkiaho                                                               | Laurent Muhlethaler                                                |
| Par équipes 4 x 5 km | Autriche - Samuel Mraz (de) - Marc-Luis Rainer (de) - Florian Dagn (de) - Mika Vermeulen | France - Lilian Vaxelaire - Laurent Muhlethaler - Theo Rochat - Mael Tyrode | Tchéquie - Ondrej Pazout - David Zemek - Jan Vytrval - Lukáš Daněk |

### Championnats du monde de ski de fond des moins de 23 ans

#### Hommes
| Épreuves           | Or                  | Argent              | Bronze               |
| ------------------ | ------------------- | ------------------- | -------------------- |
| Sprint - Classique | Fredrik Riseth      | Alexander Bolshunov | Joachim Aurland (fi) |
| 15 km - Libre      | Alexander Bolshunov | Aleksey Chervotkin  | Denis Spitsov        |
| 30 km - Skiathlon  | Alexander Bolshunov | Aleksey Chervotkin  | Denis Spitsov        |

#### Femmes
| Épreuves           | Or               | Argent            | Bronze              |
| ------------------ | ---------------- | ----------------- | ------------------- |
| Sprint - Classique | Anna Dyvik       | Thea Krokan Murud | Maja Dahlqvist      |
| 10 km - Libre      | Anna Dyvik       | Tiril Udnes Weng  | Lovise Heimdal (no) |
| 15 km - Skiathlon  | Lotta Udnes Weng | Johanna Matintalo | Yana Kirpichenko    |

## Tableau des médailles
| Rang  | Nation             | Or | Argent | Bronze | Total |
| ----- | ------------------ | -- | ------ | ------ | ----- |
| 1     | Russie             | 4  | 2      | 2      | 8     |
| 2     | Allemagne          | 3  | 3      | 3      | 9     |
| 3     | Norvège            | 2  | 3      | 2      | 7     |
| 4     | Slovénie           | 2  | 2      | 1      | 5     |
| 5     | Italie             | 1  | 2      | 0      | 3     |
| 6     | Autriche           | 1  | 1      | 2      | 4     |
| 7     | Finlande           | 1  | 1      | 0      | 2     |
| 7     | Suède              | 1  | 1      | 0      | 2     |
| 9     | République tchèque | 1  | 0      | 1      | 2     |
| 10    | France             | 0  | 1      | 2      | 3     |
| 11    | États-Unis         | 0  | 0      | 2      | 2     |
| 12    | Japon              | 0  | 0      | 1      | 1     |
| Total | Total              | 16 | 16     | 16     | 48    |

| Rang  | Nation   | Or | Argent | Bronze | Total |
| ----- | -------- | -- | ------ | ------ | ----- |
| 1     | Russie   | 2  | 3      | 3      | 8     |
| 2     | Norvège  | 2  | 2      | 2      | 6     |
| 3     | Suède    | 2  | 0      | 1      | 3     |
| 4     | Finlande | 0  | 1      | 0      | 1     |
| Total | Total    | 6  | 6      | 6      | 18    |